# Duplicaria sowerbyana
Duplicaria sowerbyana é uma espécie de gastrópode do gênero Duplicaria, pertencente à família Terebridae.